# Lengkong Wetan
Lengkong Wetan is een bestuurslaag in het regentschap Tangerang Selatan van de provincie Banten, Indonesië. Lengkong Wetan telt 9311 inwoners (volkstelling 2010).